# Polygonia atra
Polygonia atra är en fjärilsart som beskrevs av Naita 1930. Polygonia atra ingår i släktet Polygonia och familjen praktfjärilar. Inga underarter finns listade i Catalogue of Life.